# 羅索縣
羅索縣（英語：Roseau County）是美國明尼蘇達州西北部的一個縣，北鄰加拿大馬尼托巴。面積4,347平方公里。根據美國2000年人口普查，共有人口16,338人。縣治羅索 (Roseau)。
成立於1894年12月31日，縣名來自羅索湖和羅索河。